# Constantin Rădulescu
Constantin „Costel” Rădulescu (ur. 5 października 1896 w Klużu-Napoce, zm. 31 grudnia 1981 w Bukareszcie) – rumuński piłkarz i trener piłkarski.

## Kariera piłkarska
Rădulescu służył jako oficer armii rumuńskiej podczas I wojny światowej na froncie w bitwie pod Mărăști w latach 1916–1918, w której doznał obrażeń prawej ręki. W 1919 występował jako bramkarz drużyny armii rumuńskiej na Igrzyskach krajów sprzymierzonych, które odbyły się na Stade Pershing w Paryżu.
Po zakończeniu wojny Rădulescu grał w do 1923 Olympia Bukareszt i Unirea Tricolor Bukareszt. Po 1923 Rădulescu zaangażował się w sędziowanie oraz pracę trenerską.

## Kariera trenerska
Po raz pierwszy objął funkcję selekcjonera reprezentacji Rumunii w wieku 27 lat w 1923. Prowadził drużynę w meczu towarzyskim z Turcją, zremisowanym 2:2.
Jego drugie podejście do pracy z kadry Rumunii rozpoczęło się w 1928 podczas Pucharu Przyjaźni, gdzie przegrał z Jugosławią 1:3, ale potem odniósł zwycięstwa nad Bułgarią 3:0, Grecją 8:1 i Jugosławią 2:1.
Następnie zakwalifikował się do Mistrzostw Świata 1930, na których wygrał w pierwszej rundzie 3:1 z Peru. Mecz drugiej rundy turnieju przegrał z Urugwajem. Na mistrzostwach Rădulescu dwukrotnie pełnił funkcję sędziego liniowego w meczach Argentyny i Urugwaju w te dni meczowe, kiedy Rumuni nie grali.
Wygrał Pucharu Bałkanów 1929–31, 1933 oraz 1936. Pojawił się także jako współpracownik trenera na Mistrzostwach Świata 1934 i 1938. Łącznie jako trener Rumunii pracował w 57 spotkaniach, w których odniósł 27 zwycięstw, 9 remisów i 21 porażek.
| Mecze reprezentacji Rumunii prowadzone przez Rădulescu | Mecze reprezentacji Rumunii prowadzone przez Rădulescu | Mecze reprezentacji Rumunii prowadzone przez Rădulescu | Mecze reprezentacji Rumunii prowadzone przez Rădulescu | Mecze reprezentacji Rumunii prowadzone przez Rădulescu | Mecze reprezentacji Rumunii prowadzone przez Rădulescu | Mecze reprezentacji Rumunii prowadzone przez Rădulescu |
| #                                                      | Data                                                   | Miasto                                                 | Przeciwnik                                             | Gol                                                    | Wynik                                                  | Rozgrywki                                              |
| ------------------------------------------------------ | ------------------------------------------------------ | ------------------------------------------------------ | ------------------------------------------------------ | ------------------------------------------------------ | ------------------------------------------------------ | ------------------------------------------------------ |
| 1.                                                     | 26.10.1923                                             | Stambuł                                                | Turcja                                                 |                                                        | 2:2                                                    | towarzyski                                             |
| 2.                                                     | 06.05.1928                                             | Belgrad                                                | Jugosławia                                             |                                                        | 1:3                                                    | Puchar Króla Aleksandra                                |
| 3.                                                     | 21.04.1929                                             | Bukareszt                                              | Bułgaria                                               |                                                        | 3:0                                                    | towarzyski                                             |
| 4.                                                     | 10.05.1929                                             | Bukareszt                                              | Jugosławia                                             |                                                        | 2:3                                                    | Puchar Króla Aleksandra                                |
| 5.                                                     | 15.09.1929                                             | Sofia                                                  | Bułgaria                                               |                                                        | 3:2                                                    | towarzyski                                             |
| 6.                                                     | 06.10.1929                                             | Bukareszt                                              | Jugosławia                                             |                                                        | 2:1                                                    | Puchar Bałkanów 1929–31                                |
| 7.                                                     | 04.05.1930                                             | Belgrad                                                | Jugosławia                                             |                                                        | 1:2                                                    | Puchar Króla Aleksandra                                |
| 8.                                                     | 25.05.1930                                             | Bukareszt                                              | Grecja                                                 |                                                        | 8:1                                                    | Puchar Bałkanów 1929–31                                |
| 9.                                                     | 14.07.1930                                             | Montevideo                                             | Peru                                                   |                                                        | 3:1                                                    | MŚ 1930                                                |
| 10.                                                    | 21.07.1930                                             | Montevideo                                             | Urugwaj                                                |                                                        | 0:4                                                    | MŚ 1930                                                |
| 11.                                                    | 12.10.1930                                             | Sofia                                                  | Bułgaria                                               |                                                        | 3:5                                                    | Puchar Bałkanów 1929–31                                |
| 12.                                                    | 10.05.1931                                             | Bukareszt                                              | Bułgaria                                               |                                                        | 3:2                                                    | Puchar Bałkanów 1929–31                                |
| 13.                                                    | 28.06.1931                                             | Zagrzeb                                                | Jugosławia                                             |                                                        | 2:1                                                    | Puchar Bałkanów 1929–31                                |
| 14.                                                    | 23.08.1931                                             | Warszawa                                               | Polska                                                 |                                                        | 2:2                                                    | towarzyski                                             |
| 15.                                                    | 26.08.1931                                             | Kowno                                                  | Litwa                                                  |                                                        | 4:1                                                    | towarzyski                                             |
| 16.                                                    | 20.09.1931                                             | Oradea                                                 | Czechosłowacja                                         |                                                        | 2:2                                                    | Puchar Europy Środkowej                                |
| 17.                                                    | 04.10.1931                                             | Budapeszt                                              | Węgry                                                  |                                                        | 3:3                                                    | Puchar Europy Środkowej                                |
| 18.                                                    | 29.11.1931                                             | Ateny                                                  | Grecja                                                 |                                                        | 3:1                                                    | Puchar Bałkanów 1929–31                                |
| 19.                                                    | 08.05.1932                                             | Bukareszt                                              | Austria                                                |                                                        | 4:1                                                    | Puchar Europy Środkowej                                |
| 20.                                                    | 12.06.1932                                             | Bukareszt                                              | Francja                                                |                                                        | 6:3                                                    | towarzyski                                             |
| 21.                                                    | 26.06.1932                                             | Belgrad                                                | Bułgaria                                               |                                                        | 0:2                                                    | Puchar Bałkanów 1932                                   |
| 22.                                                    | 28.06.1932                                             | Belgrad                                                | Grecja                                                 |                                                        | 3:0                                                    | Puchar Bałkanów 1932                                   |
| 23.                                                    | 03.07.1932                                             | Belgrad                                                | Jugosławia                                             |                                                        | 1:3                                                    | Puchar Bałkanów 1932                                   |
| 24.                                                    | 02.10.1932                                             | Bukareszt                                              | Polska                                                 |                                                        | 0:5                                                    | towarzyski                                             |
| 25.                                                    | 16.10.1932                                             | Linz                                                   | Austria                                                |                                                        | 1:0                                                    | Puchar Europy Środkowej                                |
| 26.                                                    | 04.06.1933                                             | Bukareszt                                              | Bułgaria                                               |                                                        | 7:0                                                    | Puchar Bałkanów 1933                                   |
| 27.                                                    | 08.06.1933                                             | Bukareszt                                              | Grecja                                                 |                                                        | 1:0                                                    | Puchar Bałkanów 1933                                   |
| 28.                                                    | 11.06.1933                                             | Bukareszt                                              | Jugosławia                                             |                                                        | 5:0                                                    | Puchar Bałkanów 1933                                   |
| 29.                                                    | 24.09.1933                                             | Bukareszt                                              | Węgry                                                  |                                                        | 5:1                                                    | Puchar Europy Środkowej                                |
| 30.                                                    | 29.10.1933                                             | Berno                                                  | Szwajcaria                                             |                                                        | 2:2                                                    | El. MŚ 1934                                            |
| 31.                                                    | 25.03.1934                                             | Pardubice                                              | Czechosłowacja                                         |                                                        | 2:2                                                    | Puchar Europy Środkowej                                |
| 32.                                                    | 29.04.1934                                             | Bukareszt                                              | Jugosławia                                             |                                                        | 2:1                                                    | El. MŚ 1934                                            |
| 33.                                                    | 27.05.1934                                             | Triest                                                 | Czechosłowacja                                         |                                                        | 1:2                                                    | MŚ 1934                                                |
| 34.                                                    | 17.01.1935                                             | Sofia                                                  | Jugosławia                                             |                                                        | 0:2                                                    | Puchar Bałkanów 1935                                   |
| 35.                                                    | 19.01.1935                                             | Sofia                                                  | Bułgaria                                               |                                                        | 0:4                                                    | Puchar Bałkanów 1935                                   |
| 36.                                                    | 24.01.1935                                             | Sofia                                                  | Grecja                                                 |                                                        | 2:2                                                    | Puchar Bałkanów 1935                                   |
| 37.                                                    | 25.08.1935                                             | Erfurt                                                 | III Rzesza                                             |                                                        | 2:4                                                    | towarzyski                                             |
| 38.                                                    | 01.09.1935                                             | Sztokholm                                              | Szwecja                                                |                                                        | 1:7                                                    | towarzyski                                             |
| 39.                                                    | 03.11.1935                                             | Bukareszt                                              | Polska                                                 |                                                        | 4:1                                                    | towarzyski                                             |
| 40.                                                    | 10.05.1936                                             | Bukareszt                                              | Jugosławia                                             |                                                        | 3:2                                                    | Puchar Króla Karola II                                 |
| 41.                                                    | 17.05.1936                                             | Bukareszt                                              | Grecja                                                 |                                                        | 5:2                                                    | Puchar Bałkanów 1936                                   |
| 42.                                                    | 24.05.1936                                             | Bukareszt                                              | Bułgaria                                               |                                                        | 4:1                                                    | Puchar Bałkanów 1936                                   |
| 43.                                                    | 04.10.1936                                             | Bukareszt                                              | Węgry                                                  |                                                        | 1:2                                                    | towarzyski                                             |
| 44.                                                    | 18.04.1937                                             | Bukareszt                                              | Czechosłowacja                                         |                                                        | 1:1                                                    | towarzyski                                             |
| 45.                                                    | 10.06.1937                                             | Bukareszt                                              | Belgia                                                 |                                                        | 2:1                                                    | towarzyski                                             |
| 46.                                                    | 27.06.1937                                             | Bukareszt                                              | Szwecja                                                |                                                        | 2:2                                                    | towarzyski                                             |
| 47.                                                    | 04.07.1937                                             | Łódź                                                   | Polska                                                 |                                                        | 4:2                                                    | towarzyski                                             |
| 48.                                                    | 08.07.1937                                             | Kowno                                                  | Litwa                                                  |                                                        | 2:0                                                    | towarzyski                                             |
| 49.                                                    | 12.07.1937                                             | Ryga                                                   | Łotwa                                                  |                                                        | 0:0                                                    | towarzyski                                             |
| 50.                                                    | 14.07.1937                                             | Tallinn                                                | Estonia                                                |                                                        | 1:2                                                    | towarzyski                                             |
| 51.                                                    | 06.09.1937                                             | Belgrad                                                | Jugosławia                                             |                                                        | 1:2                                                    | Puchar Króla Karola II                                 |
| 52.                                                    | 08.05.1938                                             | Bukareszt                                              | Jugosławia                                             |                                                        | 0:1                                                    | towarzyski                                             |
| 53.                                                    | 05.06.1938                                             | Tuluza                                                 | Kuba                                                   |                                                        | 3:3                                                    | MŚ 1938                                                |
| 54.                                                    | 09.06.1938                                             | Tuluza                                                 | Kuba                                                   |                                                        | 1:2                                                    | MŚ 1938                                                |
| 55.                                                    | 06.09.1938                                             | Belgrad                                                | Jugosławia                                             |                                                        | 1:1                                                    | towarzyski                                             |
| 56.                                                    | 25.09.1938                                             | Bukareszt                                              | III Rzesza                                             |                                                        | 1:4                                                    | towarzyski                                             |
| 57.                                                    | 04.12.1938                                             | Praga                                                  | Czechosłowacja                                         |                                                        | 2:6                                                    | towarzyski                                             |

## Sukcesy
- Puchar Bałkanów (3): 1929/31, 1933, 1936